# 法国美术

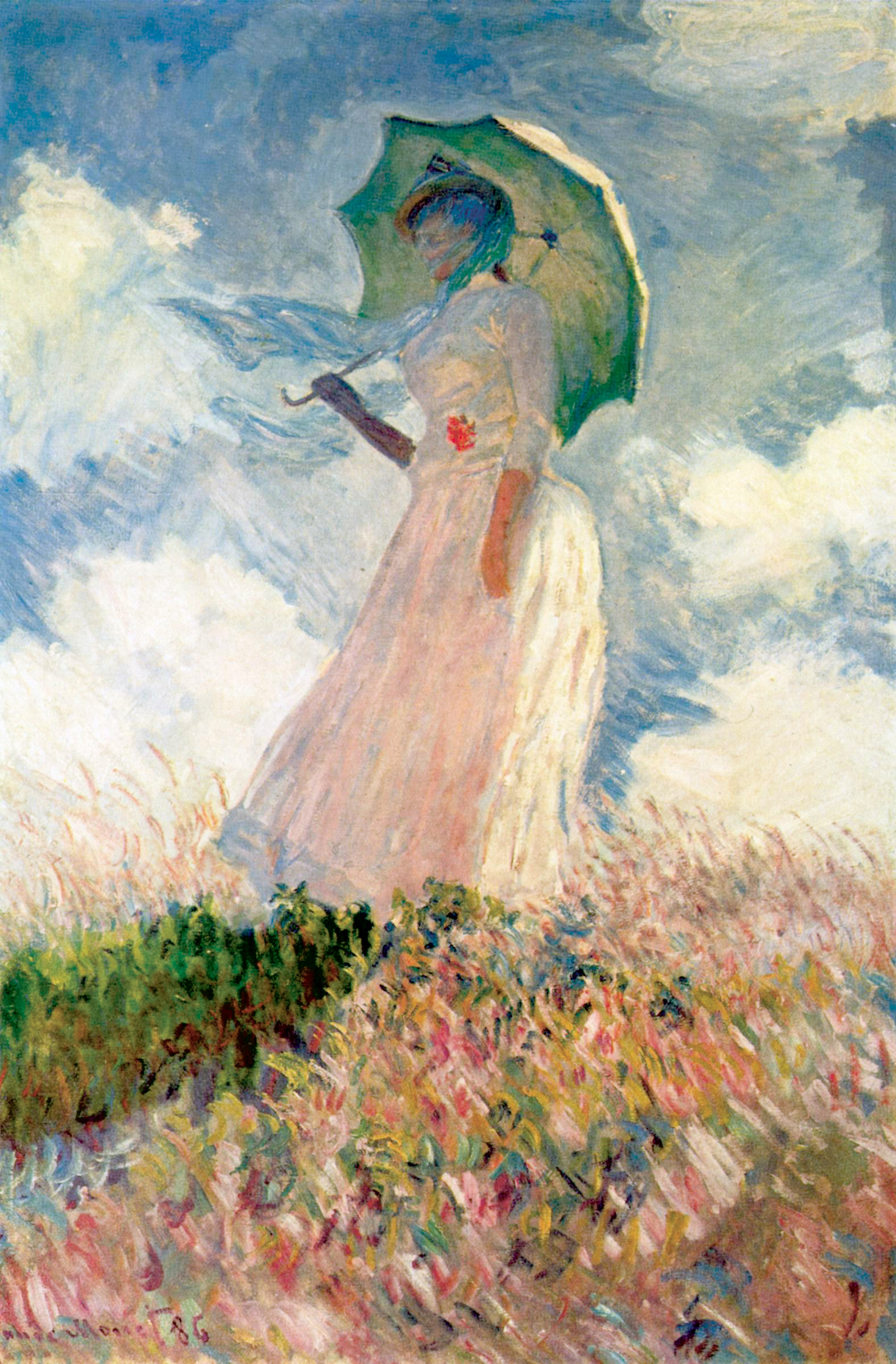
《撑伞的女人》（Femme avec un parasol，1886），克洛德·莫奈绘。他是印象派艺术的先驱

本文介绍法国美术。

## 概述
文艺复兴时期，法国美术受意大利与弗拉芒影响较深。让·富凯是中世纪法国最为著名的画家，据说是法国美术家中旅意第一人，直接为意大利文化复兴的艺术气氛所熏陶。文艺复兴时期的枫丹白露画派受到意大利旅法画家（如弗兰西斯科·普列马提乔和罗索·菲奥伦蒂诺）的直接启发。巴洛克时代最为著名的法国美术家尼古拉·普桑和克洛德·洛兰皆居住于意大利。

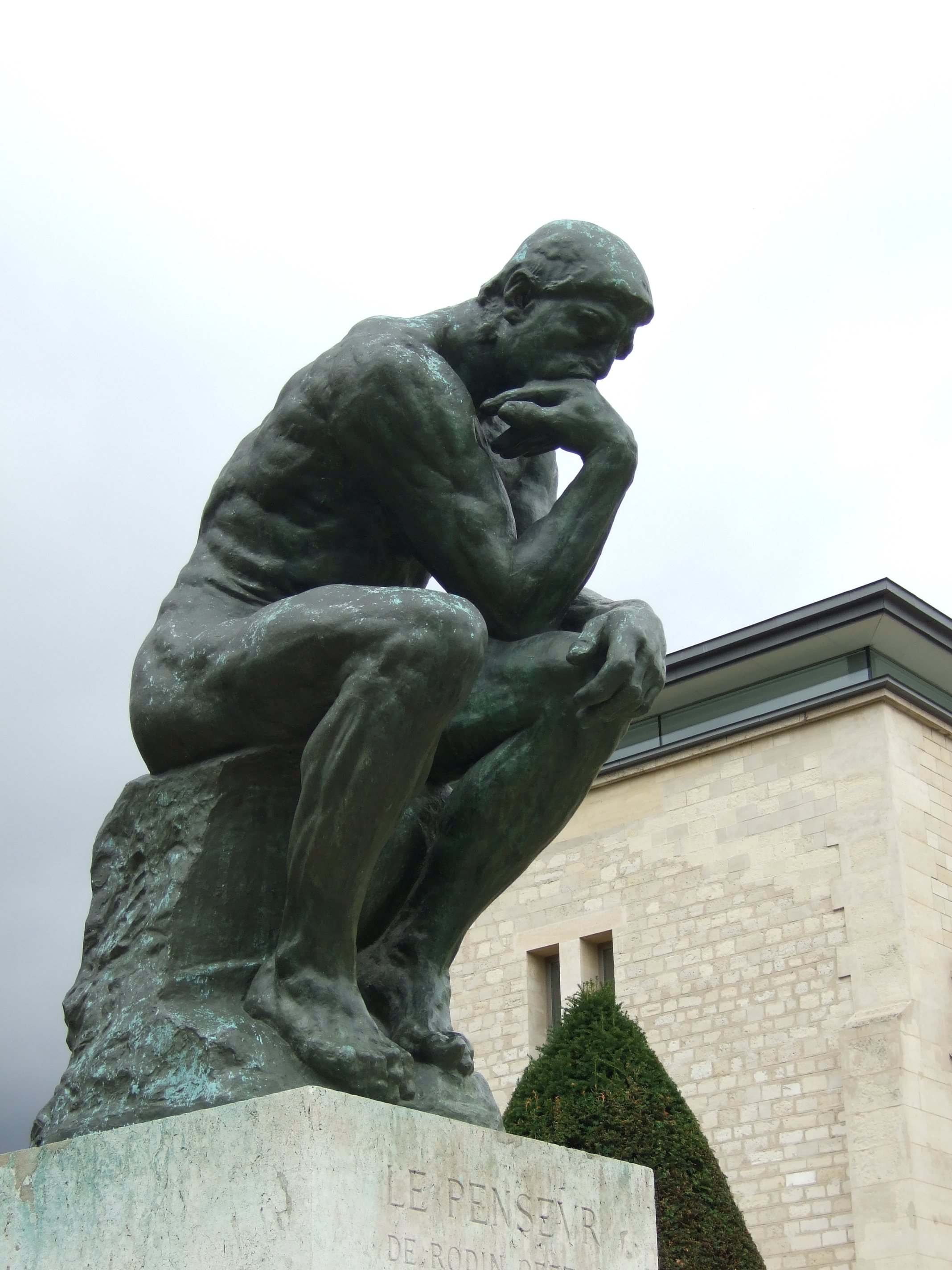
奥古斯特·罗丹的著名雕塑《思想者》（1902），于巴黎罗丹美术馆

17世纪是法国绘画初具名声的时期，以古典主义独树一帜。1648年路易十四的首相让-巴普蒂斯特·柯尔贝尔创立王家绘画与雕塑学院，以保护法国的美术家。1666年他创立罗马法兰西学院，以与意大利美术家建立直接联系。
18世纪洛可可风格起源于法国，是一种具有旧巴洛克风格特点的新艺术。洛可可派的艺术家受法国宫廷支持，他们的代表人物有让-安托万·华托、弗朗索瓦·布歇以及让-奥诺雷·弗拉戈纳尔。法国大革命改变了法国艺术，新古典主义艺术（代表人物雅克-路易·大卫）和法兰西艺术院的学院艺术受到拿破仑欣赏。此时代法国成为美术创作的中心之一，19世纪上半叶，法国美术界掀起两大运动：一是泰奥多尔·热里科和欧仁·德拉克罗瓦的浪漫主义运动；二是卡米耶·柯罗、居斯塔夫·库尔贝和讓-弗朗索瓦·米勒的现实主义运动（最终发展为自然主义）。
19世纪下半叶，法国绘画的影响力进一步扩大，出现印象派与象征主义风格。该时期著名的印象派大师有卡米耶·毕沙罗、爱德华·马奈、埃德加·德加、克洛德·莫奈和皮埃尔-奥古斯特·雷诺阿。一些第二代印象派画家，如保罗·塞尚、保罗·高更、亨利·德图卢兹-洛特雷克和乔治·修拉，以及野兽派画家亨利·马蒂斯、安德烈·德兰和莫里斯·德弗拉曼克，都站在当时美术发展的最前沿。
20世纪，乔治·布拉克和定居巴黎的西班牙画家巴勃罗·毕加索开创立体主义。当时许多外国画家同样在巴黎（包括近郊）定居和作画，例如梵高、夏卡尔、莫迪利亚尼和康定斯基。

## 博物馆

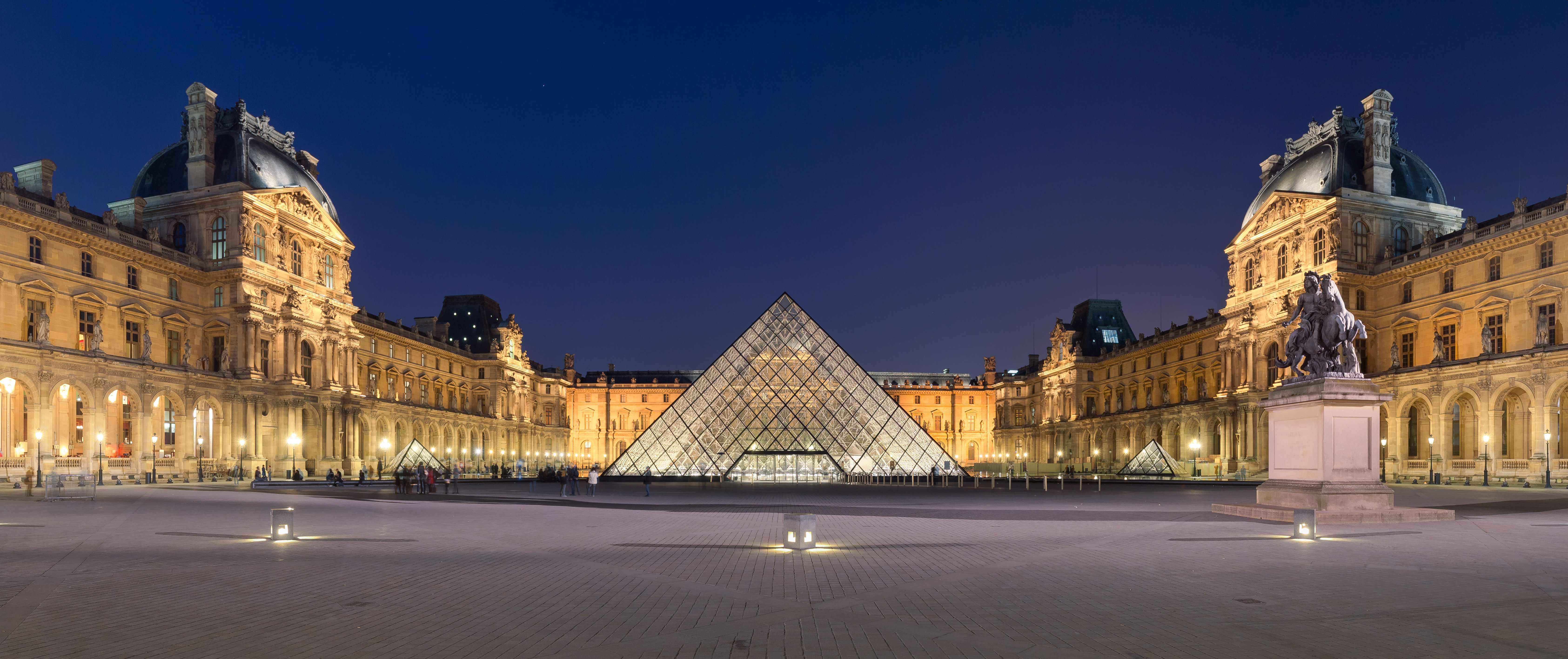
羅浮宮博物館

在法国博物馆中，雕塑和绘画是主要藏品，一些博物馆只收集雕塑和绘画作品。国有的卢浮宫博物馆收藏了大量18世纪前的艺术杰作，例如达芬奇的名作《蒙娜·丽莎》。1986年于旧火车站奥尔赛站落成的奥尔赛博物馆收藏有来自19世纪下半叶的艺术作品（主要是印象派和野兽派画作）。现代艺术作品则多收藏于蓬皮杜中心的法国国立现代艺术美术馆。此三家国有博物馆平均每年招待近1700万人。巴黎大皇宫美术馆也是国有博物馆，于2008年共招待有130万人。市立博物馆中，游览人数最多的是巴黎现代艺术博物馆，主要收藏当代作品，2008年招待有80万人。在巴黎之外，全部大城市都拥有一座收藏法国及欧洲画作的美术博物馆。这其中最为著名的有里昂美术馆、里尔美术宫、鲁昂美术馆、第戎美术馆、雷恩美术馆和格勒诺布尔美术馆。